# Іоан (Бойчук)
Іоа́н (світське ім'я — Бойчу́к Васи́ль Іва́нович; 6 березня 1957, Битків — 2 листопада 2020, там же) — архієрей Православної церкви України, колишній єпископ Коломийський і Косівський

## Життєпис
Народився у багатодітній сім'ї (окрім нього, родина виховувала ще трьох синів і чотирьох дочок). З 1964 по 1972 рр. навчався у середній школі. У 1974 р. закінчив Брошнівське професійно-технічне училище. З 1976 по 1978 рр. — служба в армії СССР. У 1978 — 1984 рр. працював у Надвірнянському лісокомбінаті, навчався в лісотехнічній школі.
З 1984 по 1987 рр. навчався в Московській духовній семінарії. У 1986 р. рукоположений в сан диякона, а в 1987 р. — на священника. 1987 року направлений для пастирського служіння в Івано-Франківську єпархію РПЦ, 1990 — клірик УАПЦ, з 1992 — клірик УПЦ КП.
24 червня 1996 р. возведений у сан архимандрита митрополитом Галицьким Андрієм (Абрамчуком).
7 липня 1996 р. рукоположений в сан єпископа архиєреями: Андрієм (Абрамчуком), Романом (Балащуком), Петром (Петрусем) та призначений керуючим Рівненсько-Острозькою єпархією УАПЦ. Наступного дня єпархію було об'єднано з Луцько-Волинською, і новому архиєрею надано титул «Рівненський і Волинський».
11 листопада 1996 р. призначений керуючим Житомирсько-Овруцькою єпархією.
4 квітня 1997 р. призначений єпископом Коломийським і Косівським, керуючим Коломийською єпархією УПЦ Київського патріархату.
У зв'язку з важкою хворобою (інсульт) рішенням Священного Синоду УПЦ Київського патріархату від 8 березня 2013 року (журнал № 14) звільнений від управління Коломийською єпархією за станом здоров'я та почислений на спокій.
Помер 2 листопада 2020 року.

## Нагороди
Удостоєний вищих церковних нагород: Ордену святого рівноапостольного князя Володимира Великого ІІІ ступеня (23.01.2004 р.), Ордену Юрія Переможця (14.12.2006 р.) та Ордену Святого Миколая Чудотворця (06.03.2007 р.).